# Jenne Langhout
Jenne Langhout, född 27 september 1918 i Batavia, död 29 mars 2010 i Hilversum, var en nederländsk landhockeyspelare.
Langhout blev olympisk bronsmedaljör i landhockey vid sommarspelen 1948 i London.